# Segona batalla de Monastir
La segona batalla de Monastir va ser un atac fracassat francès contra les fortificacions alemanyes i búlgares del nord i de l'oest de Monastir, entre el 12 de març i el 26 de maig de 1917, durant la campanya dels Balcans de la Primera Guerra Mundial. Aquest atac havia de permetre a les tropes franceses i sèrbies, comandades pel general Sarrail, alliberar la ciutat, que estava rodejada de prop per les tropes germano-búlgares.
La batalla, o millor dit conjunt d'operacions, es coneix amb diversos noms. Els francesos la coneixen com la batalla del turó 1248 o Batalla de Pelister, per la muntanya Pelister. A Bulgària es coneix com la batalla de Chervena Stena, per la carena Chervena Stena o Crvena Stena, també a la serralada de Pelister. Un altre nom usat és la batalla del llac Prespa.

## Antecedents
El novembre de 1916, la Triple Entesa havia aconseguit capturar Monastir, però els era impossible fer servir la ciutat, ja que estava dins de l'abast de l'artilleria búlgara situada en Pelister (a l'oest), i al turó 1248 (al nord de la ciutat).
El comandant en cap aliat, Maurice Sarrail, va fer plans per a llançar una gran ofensiva a la primavera de 1917. A més d'atacar el riu Crna i el llac Dòiran, també va planejar un atac al nord i a l'oest de Monastir per a donar a la ciutat, que sempre estava sota foc enemic, un marge de maniobra més ampli.
Per aquest atac, Sarrail disposava de la 57a divisió d'infanteria francesa (57a DI), l'11a divisió d'infanteria colonial (11a DIC), la 16a divisió d'infanteria colonial (16a DIC), la 76a divisió d'infanteria (76a DI), i la 156a divisió d'infanteria (156a DI).

## Batalla
El pla de Sarrail era atacar la línia enemiga entre els llacs Ohrid i Prespa, i també per llançar un atac frontal contra el turó 1248, al nord de Monastir.

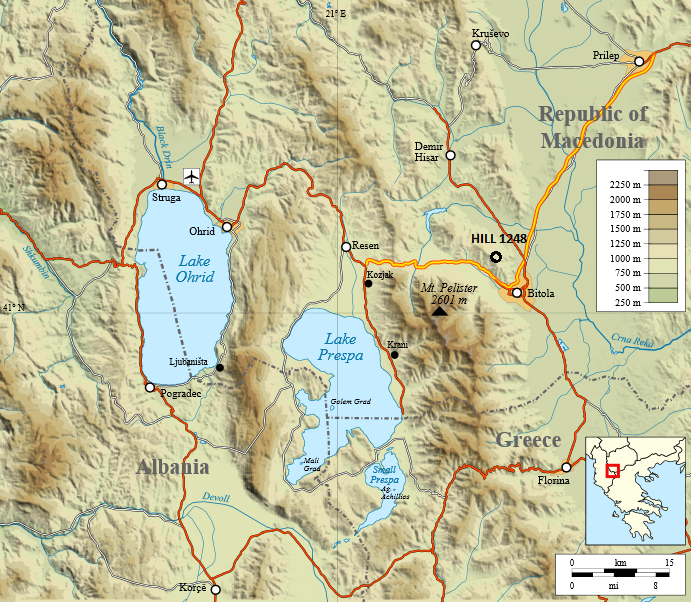
Localització del turó 1248 i del mont Pelister

L'11 de març, es van iniciar les operacions entre els dos llacs amb un intens bombardeig i amb l'atac de la 76a DI contra Crvena Stena, a l'oest de Monastir, on van capturar algunes trinxeres al voltant dels pobles de Dihovo, Trnovo i Snegovo. Però la resistència de l'enemic va resultar més vigorosa del que s'esperava, i juntament amb el temps violentadament dolent, va fer que l'atac fracassés.
L'atac francès al turó 1248, que havia d'haver estat lliurat al mateix temps, no va començar fins al 14 de març. El dia 18 de març, després de 4 dies d'intensos enfrontaments, els francesos (11a DIC) van capturar la totalitat del turó 1248, així com el poble fortificat de Krklino, fent 1.200 presoners. L'enemic va tenir èxit amb un contraatac i va poder tornar a capturar part del turó 1248, però el cim va quedar abandonat per ambdós bàndols.
Monastir va quedar una mica alleujada, però la ciutat va seguir estant sota el foc fins l'Armistici, quan més de la meitat de la ciutat va quedar destruïda pels 20.700 projectils que van caure sobre ella. Uns 500 habitants van morir i 650 van resultar ferits.
Crvena Stena va ser recuperada pels búlgars el 18 de maig.

## Conseqüències
Amb aquesta derrota, l'ofensiva francesa de la primavera de 1917 va tenir poc èxit, malgrat les fortes pèrdues, i els aliats no van poder mantenir les posicions conquerides.
Per als búlgars, aquesta victòria va ser un gran impuls en la moral, i fins i tot es van fer comparacions amb la històrica victòria en la batalla del pas de Xipka contra els turcs en 1877.
Aquesta batalla va ser a tan sols a 15 mesos que els aliats aconseguissin trencar les defenses germano-búlgares a través de la batalla de Dobro Pole (setembre de 1918). Això va obligar a la capitulació de Bulgària, canviant definitivament l'equilibri estratègic i operacional de la guerra contra les Potències Centrals.